# Karl Graf von Bothmer (Diplomat, 1891)
Karl Graf von Bothmer (* 2. Juli 1891 in Kaschau; † 28. November 1971 in Meersburg) war ungarischer Generalkonsul in Wien und Gesandter in der Schweiz.

## Kindheit in Ungarn

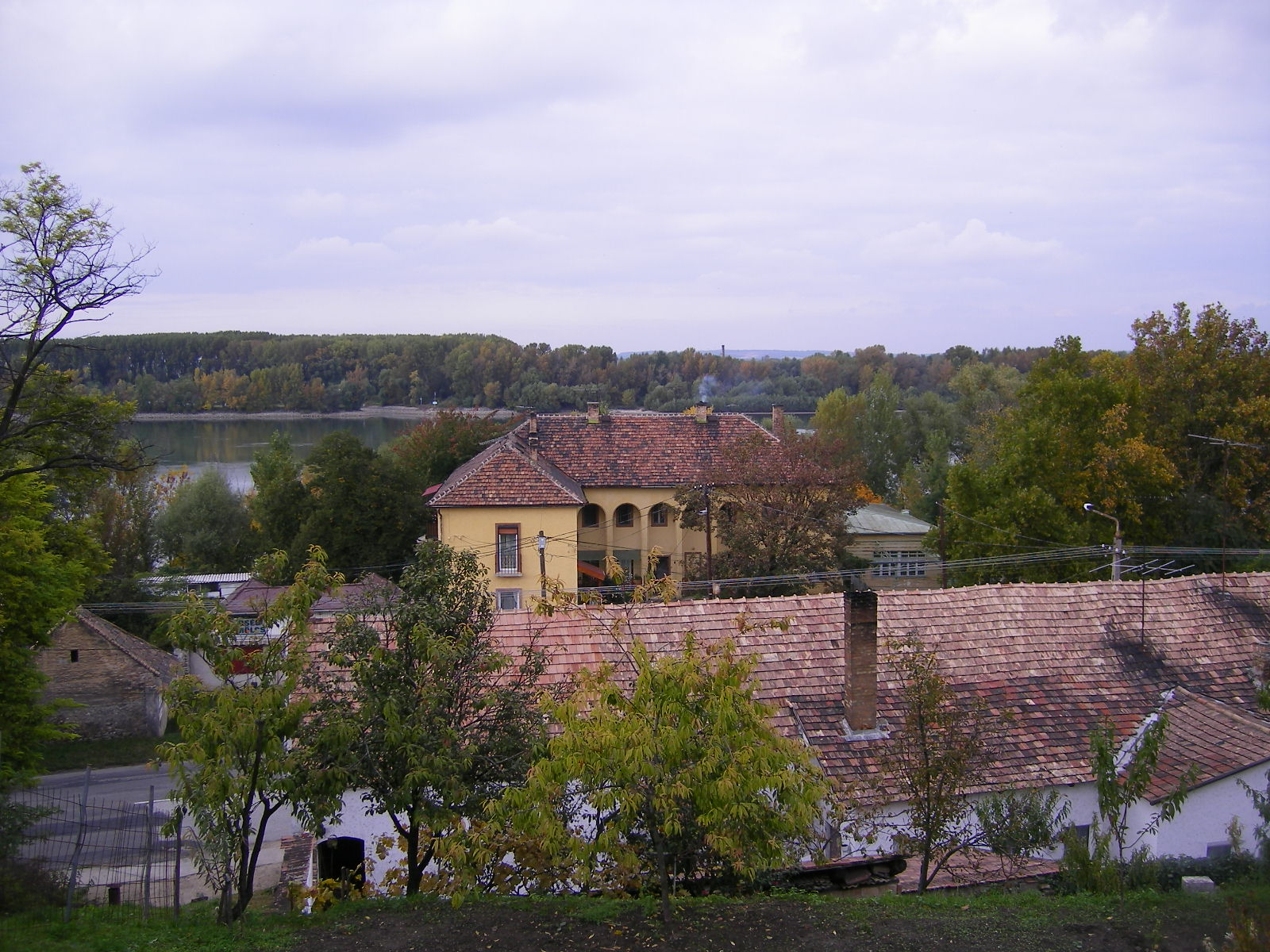
Schloss Dunaalmás an der Donau, Ungarn

Karl Joseph Albert Graf und Freiherr von Bothmer zu Schwegerhoff stammte aus einer Seitenlinie des niedersächsischen Adelsgeschlechts Bothmer, die im 19. Jahrhundert in Ungarn zu Besitz und Ansehen gekommen war und ein Schloss in Dunaalmás an der Donau besaß. Sein Vater war der Generalmajor Arpád von Bothmer (1858–1938). Da sein Elternhaus zu weit von Budapest entfernt lag, wurde er im Elternhaus eines Schulkameraden, dessen Vater ebenfalls General war, in Pflege gegeben. Er hatte eine ältere Schwester Lilly, die im elterlichen Schloss in Ungarn blieb, eine jüngere, bereits 1903 verstorbene Schwester Eugenie und einen jüngeren Bruder Otto, den er nach dem Zweiten Weltkrieg in Düsseldorf besuchte.

## Diplomatische Laufbahn und Berufstätigkeit in Bern
Nach juristischem Studium und Promotion in Wien trat Graf Bothmer in den diplomatischen Dienst von Österreich-Ungarn ein. Er wurde noch auf Kaiser Karl I. (Österreich-Ungarn) vereidigt und machte u. a. die Bekanntschaft der Kaiserin Zita von Bourbon-Parma sowie ihres Sohnes Otto von Habsburg, die er nach dem Zweiten Weltkrieg wiedersah. Zunächst wurde er in Siebenbürgen eingesetzt, wo er auch eine Zeitung mitbegründete, Bulgarien verlieh ihm einen Orden. 1941 war er ungarischer Generalkonsul in Wien. Auf seinen Wunsch im Krieg nach Bern versetzt, wo er ungarischer Gesandter in der Schweiz war, hat er unter Lebensgefahr verfolgten Juden geholfen – er wurde dafür vom Nazigegime zum Tode verurteilt, was ihm in Bern nichts anhaben konnte. Seine Tätigkeit endete nach dem Zweiten Weltkrieg mit der 1949 beginnenden Herrschaft der Kommunisten in Ungarn. Da auch der Familienbesitz bei Budapest enteignet worden war und er noch keine Pension bezog, arbeitete Graf Bothmer, der über handwerkliches Geschick verfügte, in Bern bei einem Antiquitätenhändler, wo er historische Stand- und Tischuhren reparierte, danach in einem großen Teppichhaus, wo er v. a. erlesene Perserteppiche verkaufte und dabei – nach eigenen Worten – mehr Umsatz machte, als sein Chef. Später bezog er eine Pension.

## Fürstenhäusle in Meersburg

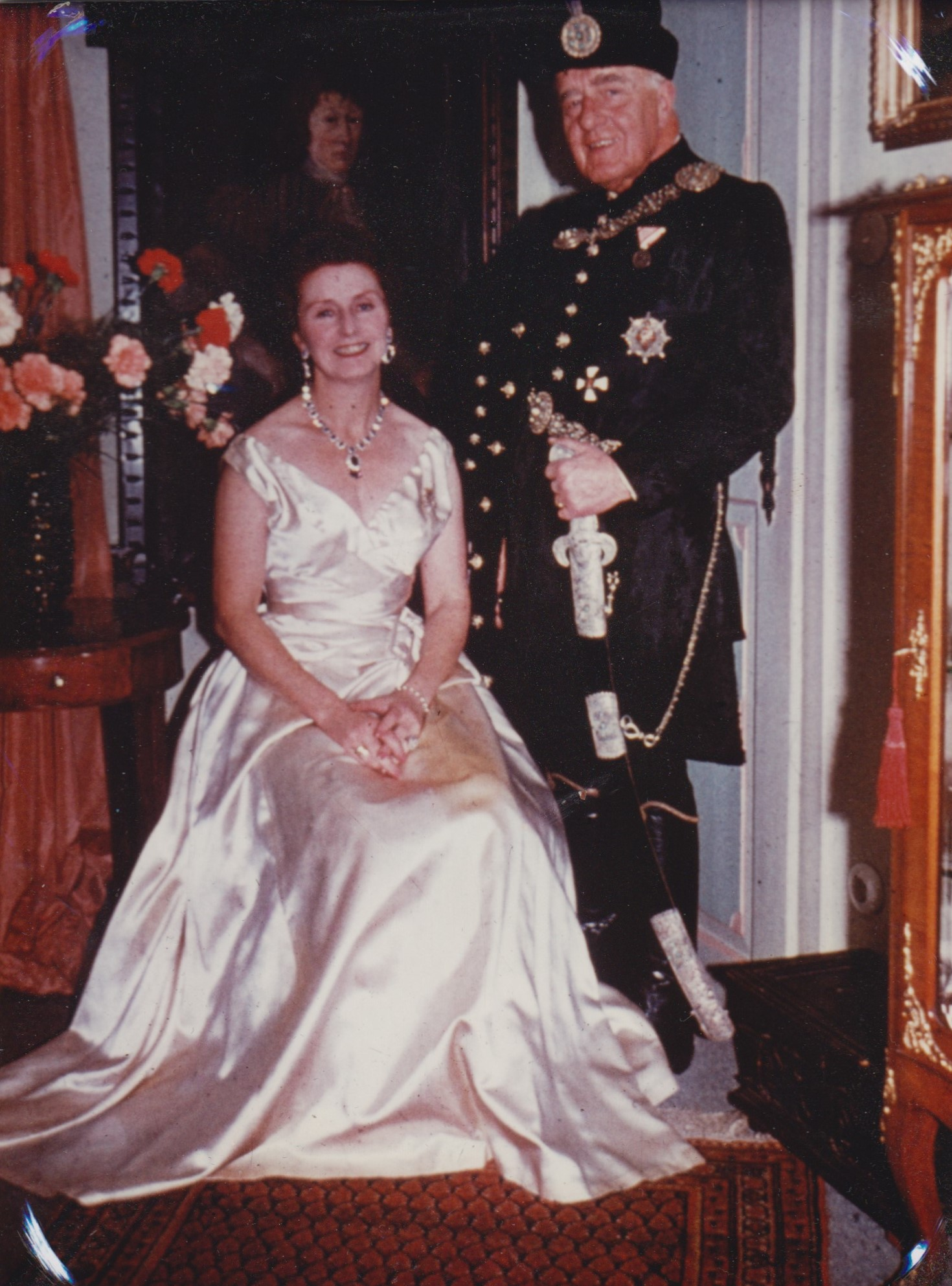
Helene von Bothmer und Karl Graf von Bothmer (Hochzeit)

Graf Bothmer war in erster Ehe mit einer Ungarin verheiratet, die Anfang der 1950er Jahre starb. Er bewohnte in Bern eine Wohnung in der Beundenfeldstraße 49 und verkehrte noch in den diplomatischen Kreisen der schweizerischen Hauptstadt. Schon 1941 hatte Graf Bothmer in Berlin bei seinem Vetter Heinrich von Bothmer-Schwegerhoff dessen Ehefrau, das ehemalige US-Model Helene von Bothmer kennengelernt. Auch diese war inzwischen verwitwet, als er sie in Meersburg erstmals besuchte. Sie heirateten am 13. November 1953 in Bern und mit ihm lebte Helen dort – wenn sie nicht auf Reisen (z. B. in die USA und nach Israel) waren – im Winterhalbjahr. Später lebten sie ganz in Helenes Erbe, dem Fürstenhäusle in Meersburg, das sie erweiterten und in dessen Museumsbetrieb er mitarbeitete. 1956, beim ungarischen Volksaufstand, appellierte Karl im Schweizer Rundfunk für die Unterstützung seiner Landsleute, doch erst 1957 erhielten beide ein Visum, um Karls Schwester Lilly zu besuchen, die verarmt im enteigneten Schloss lebte, und um anderen Bedürftigen zu helfen. Helene und Karl standen mit vielen Persönlichkeiten der Zeitgeschichte in Kontakt, durch die Droste-Preis-Verleihungen auch mit vielen Autoren wie Nelly Sachs, Christine Busta, Rose Ausländer, Hilde Domin, Dino Larese und Helenes Freundin und späteren Biographin Monika Taubitz, die auch Karl ein Denkmal setzte. Karl starb am 28. November 1971 und wurde im Familiengrab Laßberg-Droste zu Hülshoff in Meersburg bestattet, wo auch Heinrich und Helen von Bothmer ihre letzte Ruhestätte fanden. Mit Karl scheint die ungarische Linie der Grafen Bothmer erloschen zu sein.

## Erbe in USA
Karl hatte im Exil u. a. die Nationaltracht der ungarischen Aristokraten (in der er sich mit Helene fotografieren ließ), Ahnenbilder und Antiquitäten retten können. Über seine Witwe Helene beerbte ihn deren Adoptivsohn in den USA, der sich Graf und Freiherr von Bothmer nennt und in einem Vaterschaftsprozess vor dem Washington County Circuit Court damit durchdrang, ein leiblicher Sohn von Karl und Helene zu sein, was nach den biografischen Daten nicht zutreffen kann.